# Косма (река)
Ко́сма — река в Ненецком автономном округе и Республике Коми, левый приток реки Цильма (бассейн Печоры). Длина — 251 км, площадь водосборного бассейна — 4850 км².
Косма берёт начало на Тиманском кряже в Ненецком автономном округе. Течёт на юг. Почти на всём протяжении течёт по ненаселённой местности. Русло крайне извилистое, особенно в нижнем течении, где река выписывает гигантские излучины. Косма впадает в Цильму на северо-западе Республики Коми.
Крупнейшие притоки — Маты, Песчанка (левые). В бассейне также находится несколько значительных по размеру озёр: Косминское, Устьино, Келдарское, Мотинское.
Питание снеговое и дождевое. Половодье в мае — июне.

Бассейн Печоры

## Притоки
(указано расстояние от устья)
- 27 км: Кузнечиха
- 55 км: Песчанка
- 58 км: Грязная
- 59 км: Вавилон
- 65 км: Берёзовая
- 84 км: Косминская Виска
- 97 км: Маты
- 128 км: Блудная
- 155 км: Маслянская Виска
- 164 км: Кривая Виска
- 218 км: река без названия
- 235 км: Тундровая Виска